# أماريندر سينغ
 أماريندر سينغ بالبنجابية(امریندر سنگھ )(من مواليد 11 مارس 1942)  هو سياسي هندي ، وهو حالياً رئيس وزراء البنجاب السادس والعشرين .  عضو منتخب في الجمعية التشريعية من باتيالا ،  كما كان رئيسًا للجنة الكونغرس البنجاب برادش، وهي فرع الدولة في المؤتمر القومي الهندي .  كما شغل من قبل منصب رئيس وزراء البنجاب من 2002-2007.  كان والده آخر المهراجا في  ولاية باتيالا الأميرية . خدم أيضًا في الجيش الهندي من عام 1963 إلى عام 1966. في عام 1980 ، فاز بمقعد في لوك سابها لأول مرة. ويشغل حاليًا منصب رئيس أكاديمية البنجاب . 